# Bruine raafkaketoe
De bruine raafkaketoe (Calyptorhynchus lathami), soms ook bruine roodstaartkaketoe genoemd behoort tot de familie der kaketoes en het geslacht der raafkaketoes.

## Uiterlijk
Net zoals met de roodstaartraafkaketoe is ook het verenkleed bij de bruine raafkaketoe bij mannetjes als vrouwtjes verschillend. De veren van het mannetje zijn overwegend zwart met een chocoladebruine kop en rode vlekken. Het vrouwtje heeft een doffe donkerbruine kleur met gele vlekjes in de kraag en op de staart. Het mannetje heeft enkele rode staartveren die aan de onderzijde duidelijk zichtbaar zijn. Deze kleur is bij het vrouwtje eveneens doffer. De stevige snavel is donkergrijs. Een volwassen exemplaar wordt tussen de 46 tot 50 centimeter lang.

## Voedsel
Op het menu van de vogel staan met name de zaden van verschillende Casuarina en Allocasuarina bomen. Het menu wordt aangevuld met bessen, vruchten en af en toe insecten en larven.

## Voortplanting
De vogel maakt gebruik van holen in grote Eucalyptus bomen. Het nest is ongeveer 1 tot 2 meter diep en heeft een doorsnede van 25 tot 50 centimeter. Hierin legt het vrouwtje tussen maart en augustus 1 of 2 witgekleurde eieren die na een broedperiode van ongeveer 30 dagen uitkomen. De aandacht van het vrouwtje gaat over het algemeen in zijn geheel uit naar het eerstgeboren exemplaar. Het tweede jong komt hierdoor in de meeste gevallen te overlijden.

## Leefgebied
De vogel wordt aangetroffen in Queensland, New South Wales en Victoria in Australië. De vogels worden in hun leefgebied aangetroffen in open wouden en bosrijke gebieden.
Uitzonderlijk grote bosbranden eind 2019 en begin 2020 hebben ook de leefgebieden van de bruine raafkaketoe beschadigd. Hoe schadelijk deze branden waren moet nog worden vastgesteld.

## Ondersoorten
Van de bruine raafkaketoe worden drie ondersoorten erkend:
- C. l. lathami Een zeldzame ondersoort die wordt aangetroffen in het zuidoosten van Queensland en Mallacoota in Victoria. Enkele geïsoleerde groepen komen voor in Eungella in het centrale deel van Queensland en bij de Riverina en Pilliga forest.
- C. l. erebus komt voor in het centrale deel van Queensland.
- C. l. halmaturinus Een ondersoort die geregistreerd staat als bedreigd. De vogel komt alleen voor in het noordelijke en westelijke deel van Kangaroo Island. De populatie bestaat momenteel nog maar uit zo'n 100 exemplaren. Deze vogel is in zijn geheel afhankelijk van de Allocasuarina verticillata en de Eucalyptus cladocalyx bomen.

## Bedreigd
Ondanks dat de ondersoorten C. l. lathami en C. l. halmaturinus beide staan aangeschreven als bedreigd is de bruine raafkaketoe als soort op zich zelf niet bedreigd. Momenteel bestaat de totale populatie nog uit meer dan 17.000 exemplaren.
Zaken als illegale handel in exotische vogels en eieren vormen echter wel een bedreiging voor deze vogel zoals geld voor vele papegaai- en kaketoeachtigen.

## Taxonomie
De bruine raafkaketoe werd voor het eerst beschreven door de Nederlandse zoöloog Coenraad Jacob Temminck in 1807. Hij vernoemde de vogel naar de Engelse ornitholoog John Latham die onder meer de aan deze vogel nauw verwante roodstaartraafkaketoe voor het eerst heeft beschreven.

## Afbeeldingen

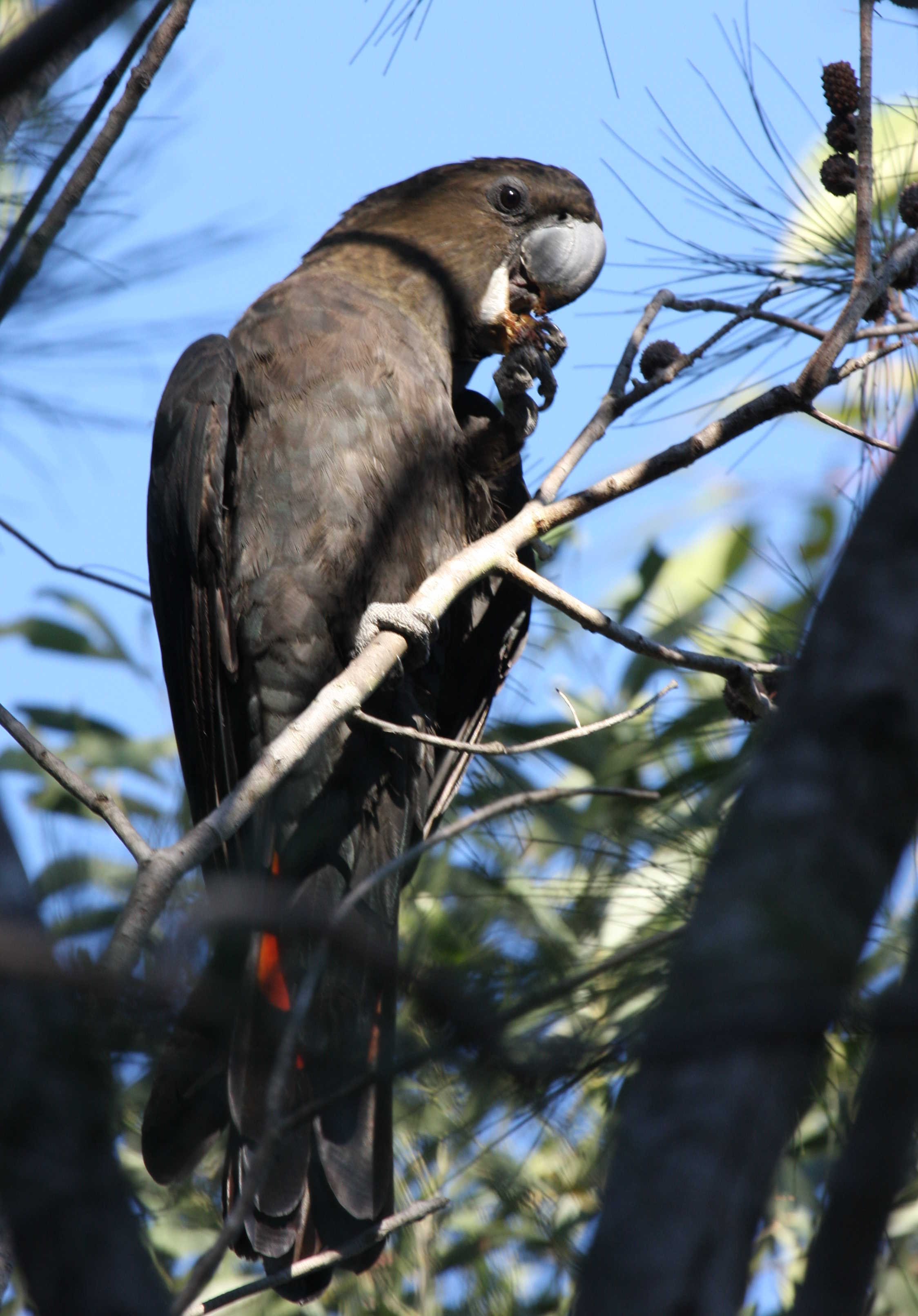
Mannetje
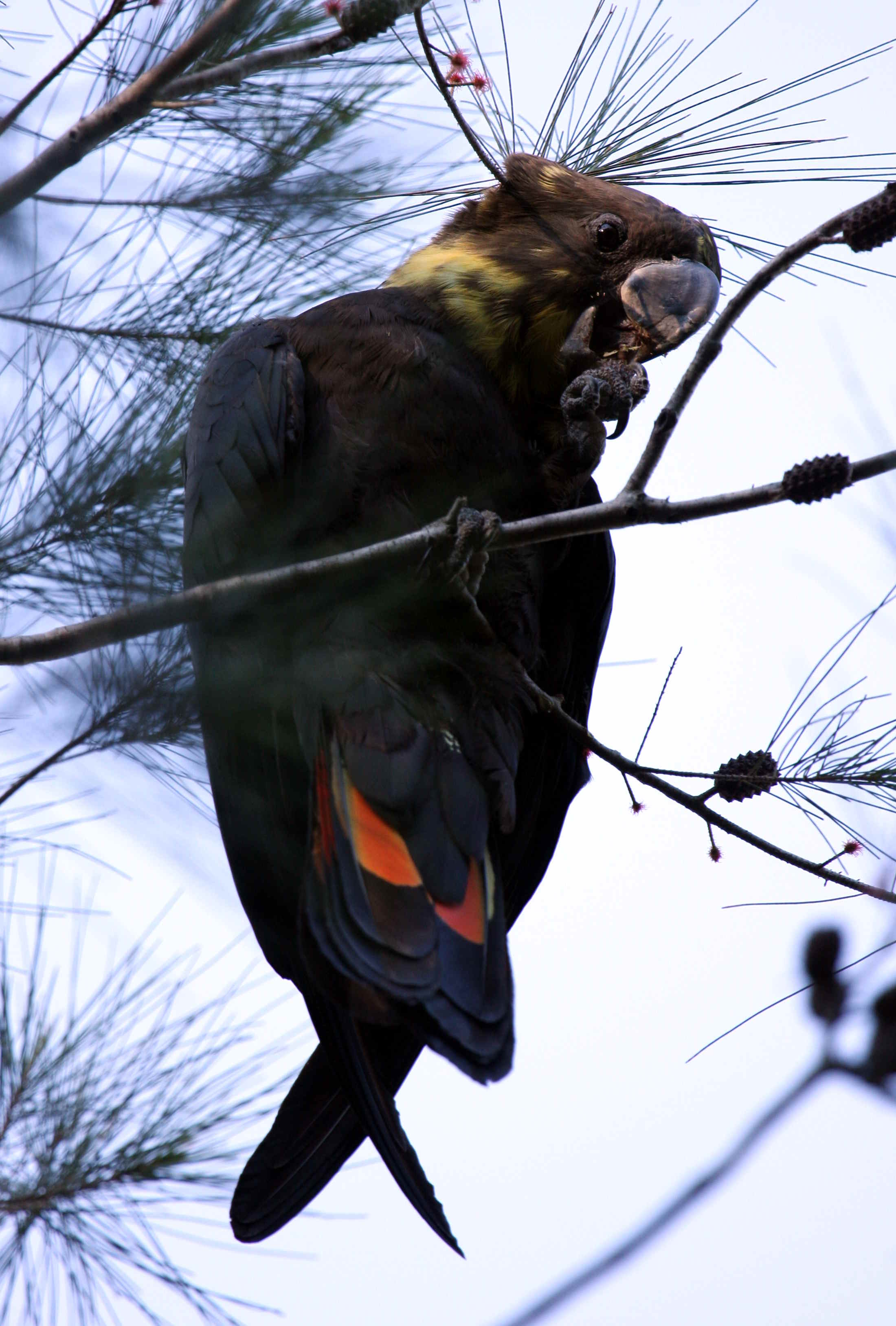
Vrouwtje
- Rush Creek, SE Queensland, Australia